# Cavo candela

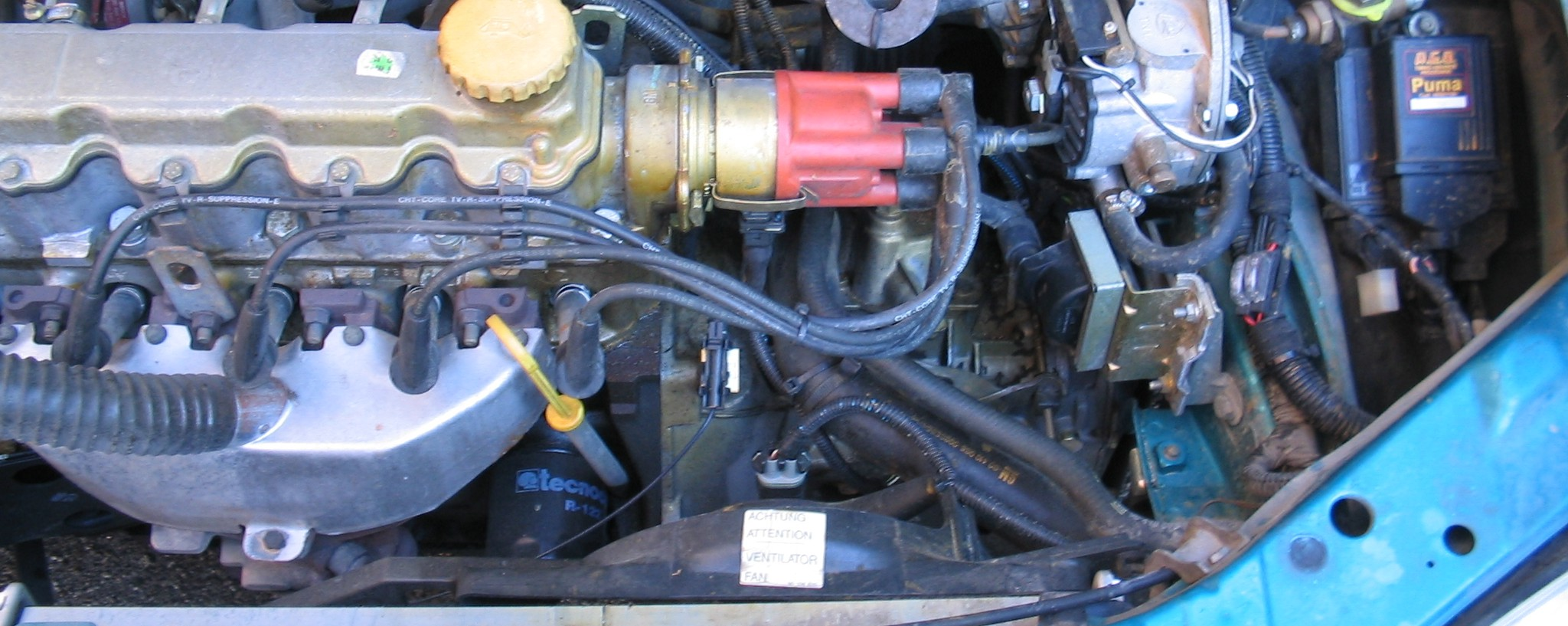
Impianto d'accensione di un'automobile, sono ben visibili i 4 cavi candela che vanno dal distributore alle pipette

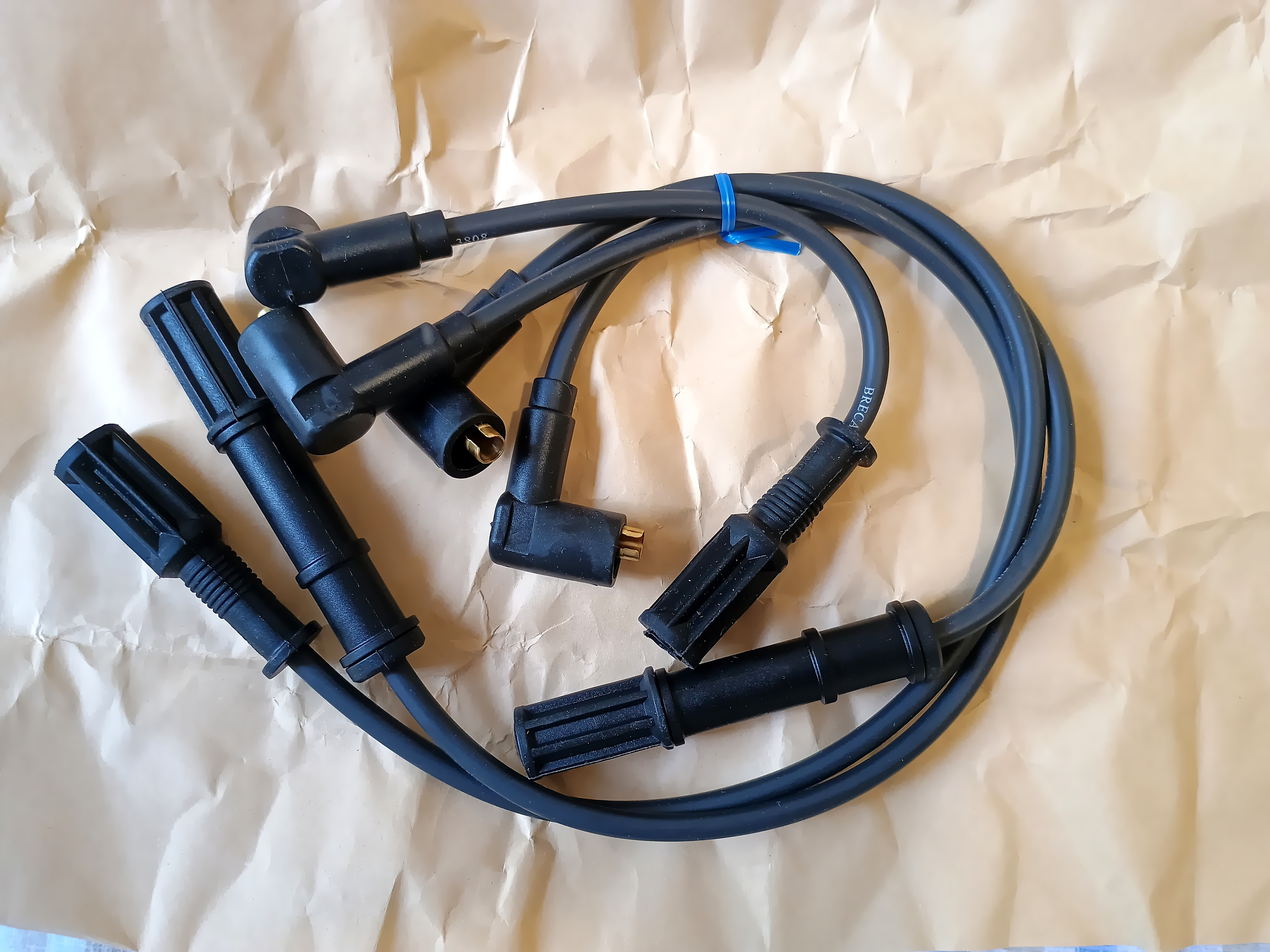
Esempio di cavi candela

Il cavo candela è un cavo ad alta tensione che collega la bobina d'accensione alla pipetta o cappuccio candela, caratterizzati da un nucleo conduttore e una guaina isolante, questo cavo può essere realizzato in diversi modi a seconda della tecnologia che lo compone, inoltre è caratterizzato da una resistenza che deve essere adeguata all'impianto d'accensione (generalmente compresa tra 1 e 8 kΩ) ed ha la caratteristica di resistere alle alte temperature e alle corrosione chimica.
Generalmente questi elementi vengono già forniti con le pipette montate, ma sono anche disponibili in cavi da tagliare e poi da assemblare con le pipette.

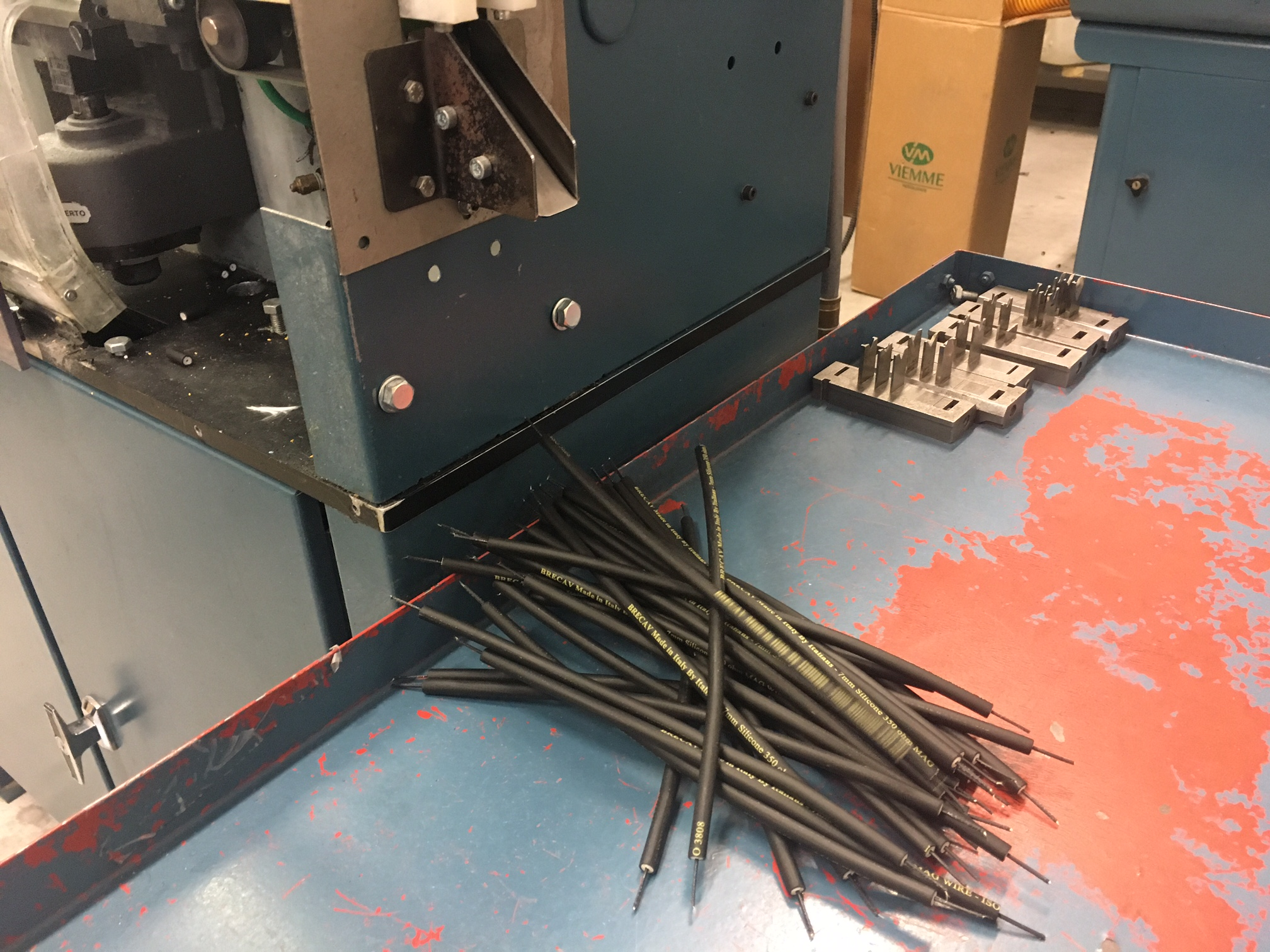
Fase di taglio del processo produttivo del Cavo Candela

## Tipologia
Questi elementi possono essere realizzati con diverse tecnologie:
- Rame e resistore, sono i cavi più semplici, caratterizzati da un nucleo in rame zincato a filamento unico o multifilo, intrecciato o meno, come isolante si ha la gomma siliconica, tra questi due può essere interposto del silicone per migliorare l'isolamento, dato che tale cavo non ha un'elevata resistenza elettrica, viene integrato un resistore (vetro conduttivo) nel connettore che va dalla bobina al cavo stesso.
- Carbonio e silicio conduttore, sono cavi a resistenza distribuita, quindi la loro resistenza varia al variare della loro lunghezza, sono caratterizzati da un'anima in fibra di vetro intrecciata e impregnata al carbonio, che viene rivestito da una guaina in silicone conduttore, rivestita a sua volta da una maglia in metallo, mentre per l'isolamento si ha un primo strato in silicone che viene avvolto da una maglia in fibra di vetro e infine l'isolante esterno in gomma siliconica.
- Reattanza induttiva, sono cavi a resistenza distribuita, sono caratterizzati da un nucleo in fibra di vetro, avvolta da un silicone conduttivo e magnetico e rivestita da un filo avvolto in acciaio inox il quale ha proprietà elettromagnetiche, (tensione indotta), l'isolamento elettrico è identico al cavo in carbonio.
In questa tipologia di cavi sotto l'effetto della tensione generata dalla bobina d'accensione si genera un campo magnetico indotto e la resistenza o reattanza induttiva del cavo varia in base al numero di scintille al secondo.

## Accorgimenti tecnici
Il tempo medio di vita di un cavo candela è di circa 50000 km (in caso di percorso misto). L'usura del cavo candela porta come primo effetto ad un aumento dei consumi di carburante ed una perdita in prestazioni. Il rischio maggiore dato da un cavo candela usurato è rappresentato dalla possibilità di danneggiare il sistema a valle della carburazione.